# George Iosif I. Almășan
George Iosif I. Almășan (n. 1888, Cozia, județul Hunedoara – d. 1972, Cozia, județul Hunedoara) a fost un deputat în Marea Adunare Națională de la Alba Iulia, organismul legislativ reprezentativ al „tuturor românilor din Transilvania, Banat și Țara Ungurească”, cel care a adoptat hotărârea privind Unirea Transilvaniei cu România, la 1 decembrie 1918:p. 194.

## Biografie
A făcut școala primară din Cozia. În anul 1968 a luat parte la serbările organizare cu ocazia semicentenarului Marii Uniri:p. 194.

## Activitatea politică
Ca deputat în Adunarea Națională din 1 decembrie 1918, George Iosif I. Almășan a fost delegat al Cercului electoral Deva:p. 194.